# Trapezoedro trigonal
| Trapezoedro trigonal       | Trapezoedro trigonal                                  |
| -------------------------- | ----------------------------------------------------- |
| Trapezoedro trigonal       |                                                       |
| Tipo                       | Trapezoedro                                           |
| Notación de Conway         | dA3                                                   |
| Diagrama de Coxeter-Dynkin | ·                                                     |
| Caras                      | 6 rombos                                              |
| Aristas                    | 12                                                    |
| Vértices                   | 8                                                     |
| Configuración de vértices  | 3,3,3,3                                               |
| Grupo de simetría          | D3d, [2+,6], (2*3), orden 12                          |
| Grupo de rotación          | D3, [2,3]+, (223), orden 6                            |
| Poliedro conjugado         | Antiprisma trigonal                                   |
| Propiedades                | Convexo, equilátero, isoedral, zonoedro, paraleloedro |

En geometría, un trapezoedro trigonal es un romboedro (un poliedro con seis caras en forma de rombo) en el que, además, las seis caras son congruentes. Nombres alternativos para la misma forma son deltoedro trigonal, y romboedro isoedral, aunque algunas fuentes los denominan simplemente romboedros.

## Geometría
Seis caras rómbicas idénticas pueden construir dos configuraciones de trapezoedros trigonales. La forma aguda o prolada tiene tres esquinas en ángulo agudo de las caras rómbicas que se encuentran en los dos vértices del eje polar. La forma obtusa, achatada o plana tiene tres esquinas en ángulo obtuso de las caras rómbicas que se encuentran en los dos vértices del eje polar.
Más que tener todas las caras congruentes, los trapezoedros trigonales son isoedrales, lo que significa que tienen simetrías que llevan cualquier cara a cualquier otra cara.

## Casos especiales
Un cubo puede interpretarse como un caso especial de trapezoedro trigonal, con caras cuadradas en lugar de rómbicas.
Los dos romboedros áureos son la forma aguda y obtusa del trapezoedro trigonal con caras en forma de rombo áureo. Se pueden ensamblar copias de estos poliedros para formar otros poliedros convexos con caras también con forma de rombos áureos, incluidos el dodecaedro de Bilinski y triacontaedro rómbico.
Cuatro romboedros obtusos cuya proporción de longitudes diagonales de caras son raíz de dos se pueden ensamblar para formar un rombododecaedro. El mismo romboedro también rellena el espacio formando el panal trapezoédrico trigonal.

## Poliedros relacionados
Los trapezoedros trigonales son casos especiales de los trapezoedros, poliedros con un número par de caras congruentes en forma de deltoide. Cuando este número de caras es seis, los deltoides se degeneran para formar rombos, y el resultado es un trapezoedro trigonal. Como ocurre con los romboedros en general, los trapezoedros trigonales también son casos especiales de paralelepípedos y son los únicos paralelepípedos con seis caras congruentes. Los paralelepípedos son zonoedros, y Yevgraf Stepánovich Fiódorov demostró que los trapezoedros trigonales son la única familia infinita de zonoedros cuyas caras son todas rombos congruentes.
Generalmente se supone que el sólido de Durero es un trapezoedro triangular truncado, un trapezoedro trigonal con dos vértices opuestos truncados, aunque su forma precisa sigue siendo un tema de debate.